# Stanisław Saks
Stanisław Saks   (Kalisz, 30 de desembre de 1897 - Varsòvia, 23 de novembre de 1942) va ser un matemàtic polonès assassinat pels nazis.

## Vida i Obra
Saks va fer els estudis primaris a la seva localitat natal, Kalisz, però el 1907la família, jueva, es va traslladar a Varsòvia, on va cursar els estudis secundaris a l'escola de Michal Kreczmar, una escola privada a la qual les autoritats russes permetien fer ensenyament en polonès. El 1915 va ingressar a la nova (i polonesa) universitat de Varsòvia. Durant els anys 1919-1920 es va enrolar a l'exèrcit polonès i va participar en les Insurreccions de Silèsia contra l'ocupació alemany, motiu pel qual va rebre una Creu al Valor. També va participar en la fundació de la Unió de Joventuts Socialistes Independents i, més endavant, va ser membre del Partit Socialista Polonès i va escriure articles polítics per a la seva revista, Robotnik, signant amb el pseudònim de Zygfryd.
El 1921 va obtenir el doctorat a la universitat de Varsòvia sota la direcció de Stefan Mazurkiewicz i des d'aquest mateix any va ser professor ajudant de la universitat Tècnica de Varsòvia. A partir de 1926 també ho va ser a la universitat de Varsòvia. El 1939, en ser envaïda Polònia, va anar a la universitat de Lwów (avui Lviv, Ucraïna) on va treballar amb Stefan Banach i va participar en les tertúlies matemàtiques del Café Escocés.
El 1941, en ser ocupada Lwów pels nazis i començar l'extermini de jueus, va fugir per amagar-se a Varsóvia, però el 1942 va ser detingut i assassinat per la Gestapo.
Saks va ser un especialista mundial en integrals i en funcions analítiques. Sobre aquests temes va publicar dues monografies que es van traduir ràpidament i van ser reeditades nombroses vegades: Theory of the Integral (1930) i Analytic Functions (1937).